# Purperborstamazilia
De purperborstamazilia (Polyerata rosenbergi synoniem: Amazilia rosenbergi) is een vogel uit de familie Trochilidae (kolibries). De vogel is genoemd naar de Engelse ornitholoog en entomoloog W.F.H. Rosenberg, die deze vogel heeft ontdekt.

## Verspreiding en leefgebied
Deze soort komt voor in westelijk Colombia en noordwestelijk Ecuador.